# 早通 (新潟市北区)
早通（はやどおり）は、新潟県新潟市北区の町字。郵便番号は950-3372。

## 概要
1889年（明治22年）から現在までの大字で、新井郷川上流右岸に位置する。もとは1876年（明治9年）から1889年（明治22年）まであった早通村の区域の一部。
地名の由来は、葛塚から新潟への最短距離にあったため、江戸時代から早通と呼ばれたという説と亀田在の早通(現江南区早通)から移入されたという説がある。

### 隣接する町字
北から東回り順に、以下の町字と隣接する。
東部（早通中学校側）
- 木崎
- 鳥屋
- 須戸
- 彩野
- 早通北
- 下早通

西部（早通寺・早通みずほ幼稚園・早通踏切側）
- 下早通
- 早通北
- 早通南
- 仏伝
- 松潟

## 歴史

### 分立した町字
1889年（明治22年）以後に、以下の町字が分立。
彩野（あやの）
早通から分立した町字。
早通北（はやどおりきた）
1975年（昭和50年）に分立した町字。
早通南（はやどおりみなみ）
1973年（昭和48年）に分立した町字。

### 年表
- 1730年（享保15年） : 松ヶ崎分水の決壊による阿賀野川本流の変化に伴い、「内島見西興屋（うちしまみにしごうや）」として開発[7]。
- 1876年（明治9年） : 内島見西興屋が早通村に改称[7]。
- 1889年（明治22年）4月1日 : 合併により鳥屋村の大字となる。
- 1906年（明治39年）4月1日 : 合併により木崎村の大字となる。
- 1955年（昭和30年）3月31日 : 合併により豊栄町の大字となる。
- 1957年（昭和32年）2月11日 : 国鉄（現JR東日本）白新線早通駅が開設される。[注 1]
- 1970年（昭和45年）
  - 10月1日 : 早通駅が現在地に移転。
  - 11月1日 : 豊栄町が市制を施行し、豊栄市の大字となる。
- 1973年（昭和48年）3月1日 : 早通南が分立。
- 1975年（昭和50年）11月1日 : 早通北が分立[注 2]。
- 2005年（平成17年）3月21日 : 合併により新潟市の大字になるとともに、「豊栄早通」に名称を変更[8]。
- 2007年（平成19年）4月1日 : 新潟市の政令指定都市移行により北区の大字になるとともに、「早通」に名称を戻した[8]。

## 世帯数と人口
2018年（平成30年）1月31日現在の世帯数と人口は以下の通りである。
| 大字 | 世帯数  | 人口  |
| ---- | ------- | ----- |
| 早通 | 246世帯 | 619人 |

## 小・中学校の学区
市立小・中学校に通う場合、学区は以下の通りとなる。
| 番地                             | 小学校               | 中学校             |
| -------------------------------- | -------------------- | ------------------ |
| 537番地2 1470番地 1472番地       | 新潟市立木崎小学校   | 新潟市立木崎中学校 |
| 2番地1～200番地 961番地～984番地 | 新潟市立早通南小学校 | 新潟市立早通中学校 |

## 主な企業・施設
- 新潟市立早通中学校

## 交通
- 東日本旅客鉄道（JR東日本） ■白新線
  - 早通駅